# Верволф (добровољачки покрет)
Организација Werwolf (ређе: Wehrwolf) или „Вукодлаци” била је нацистички добровољачки односно подземни покрет на крају Другог светског рата, који је септембра 1944. године основао Рајхсфирер СС Хајнрих Химлер. Позиви за приступање организацији наишли су на мали одјек међу становништвом и припадницима Вермахта. Након смрти немачког диктатора Адолфа Хитлера, његов наследник Карл Дениц забранио је даље активности организације, прогласивши их илегалним.

## Назив
Као симбол организације употребљавана је стилизована вучја шарка (Wolfsangel) са попречном линијом.
У немачкој митологији вукодлак је човек-вук, који тумара слободно, граби и убија људе.
Неки извори имплицирају да је организација добила име по роману Der Wehrwolf (1910) Хермана Ленса.
Име Адолфа Хитлера у преводу значи „племенит вук”. Хитлер је чак изабрао себи алијас „Wolf” (вук), од ког су изведени и називи његових штабова: Вучја јазбина (Wolfsschanze), Вучја клисура (Wolfsschlucht) и Вукодлак (Werwolf).

## Активности
Вукодлаци су вршили појединачне палеже (нпр. у Еберсвалдеу), а у последњим недељама рата окренули су се пре свега на дезертере и демотивисане Немце. Једина већа акција коју су извршили био је масакр у Пенцбергу (50 км јужно од Минхена) 28. априла 1945. године. У овом ратном злочину 16 људи су пали као жртве. На ратне догађаје и окупацију Немачке Вукодлаци нису имали никакав утицај.
Верволф је у првом реду био пропагандни феномен. Његов учинак је у најбољем случају био индиректан, јер су савезници очекујући већи војни отпор предузели контрамере за спречавање гериле и саботаже. У том веровању их је како изгледа учврстило убиство главног градоначелника (обербиргмајстера) Ахена Франца Опенхофа 25. марта 1945. Овог немачког адвоката савезници су по ослобођењу Ахена довели на управу града. Због сарадње са савезницима, у очима нациста он је виђен као „издајник”. Сходно томе, припремљен је план за његово убиство. Специјална јединица (Sonderkommando) избачена је са падобранима иза Западног фронта. Командоси су се представили као пали немачки пилоти након чега су пуцали у Опенхофа и смртно га ранили у његовој кући. Починиоци нису били „Вукодлаци”, него су били припадници СС-а и Луфтвафеа.
Дана 14. априла 1945. на једном путу између Детлингена и Нерштеда убијен је Вили Роге (Willi Rogge). Овога житеља Детлинга убили су припадници „борбене групе Вихман” (Kampfgruppe Wichmann). Наводно Роге је опљачкао стовариште Државне службе за рад (Reichsarbeitsdienst). Нацисти су га од 1933. држали за гунђало, демократу и опструкционисту. Починиоци су оставили крај жртве цедуљу на којој је писало: „Ко свој народ издаје, он умире” (Wer sein Volk verrät stirbt). Дана 16. априла у Олденбуршким државним новинама (Oldenburgischen Staatszeitung) изашао је један чланак о убиству под насловом „Издајици пресуђено” (Verräter gerichtet). У њему су починиоци хваљени као „осветници немачке части” (Rächer deutscher Ehre).
Химлеров говор од 18. октобра 1944. године, у ком је речено да ће „неустрашиви добровољци попут вукодлака нашкодити непријатељу и пресећи нит његовог живота”, као и репортажа немачких радио станица и новина, које су почетком 1945. године покушавале да створе у јавности утисак да Верволф диже устанак широм земље, допринели су неповерењу окупационих трупа. Неки делови Армије Сједињених Држава развили су праву хистерију, која је трајала месецима. У изједначавању свих Немаца без разлике са фанатизованим нацистима историчар Херман Вајс (Hermann Weiß) види једини учинак организације Верволф.

## Познати припадници организације
- Карл Гутенбергер (Karl Gutenberger)
- Алфред Јанк (Alfred Jank)
- Ролф Карбах (Rolf Karbach)
- Валтер Курек (Walter Kurreck)
- Оскар Лехер (Oskar Lecher)
- Ерих Лест (Erich Loest)
- Волфганг Пинцка (Wolfgang Pintzka)
- Бено Прис (Benno Prieß)
- Ханс-Адолф Прицман (Hans-Adolf Prützmann)
- Густав Шилер (Gustav Schiller)
- Хенри Шмид (Henry Schmidt)
- Карл Чиршки (Karl Tschierschky)
- Ханс Цеберлајн (Hans Zöberlein)